# Neovictorianismo
El Neovictorianismo es un movimiento estético que combina la sensibilidad estética victoriana y eduardiana con principios y tecnologías modernas. Un gran número de revistas y sitios web se han dedicado a difundir el vestir, la vida familiar, decoración, la moral y otros temas Neovictorianos.
En septiembre de 2007, la Universidad de Exeter llevó a cabo una conferencia internacional sobre el asunto, titulada Neovictorianismo: Política y apropiación estética. Otro estudio académico del Neo-victorianismo incluye Los victorianos en el siglo XXI, 1999-2009.

## Artes y manualidades
Algunos ejemplos de artesanías hechas en este estilo incluyen teléfonos inalámbricos hechos para parecerse a teléfonos de pared antiguos, reproductores de CD que se asemejan a los radios antiguos, y finalmente muebles y ropa de estilo victoriano.
En el arte neorromántico y el arte de fantasía, a menudo se pueden ver elementos  de la estética victoriana. También ha surgido un género conocido como steampunk. McDermott y McGough son una pareja de artistas contemporáneos cuyo trabajo es recrear la vida en el siglo XIX: sólo utilizan la última tecnología disponible, ya que deben vivir anacrónicamente, por lo que acuden al  uso de procesos fotográficos antiguos, para mantener la ilusión de vivir confinados en una época olvidada.

## Vestuario y conducta
Muchos de los que han adoptado el estilo neovictoriano también han adoptado modos victorianos, al imitar las normas de conducta victoriana, pronunciación e interacción interpersonal. Algunos incluso llegan a extremos  como imitar ciertos hábitos victorianas tales como afeitarse con cuchillas de afeitar, montar velocípedos, intercambiar de tarjetas de visita, y el uso de plumas para escribir cartas a mano y selladas con cera. El estilo gótico se incorpora en ocasiones al estilo neovictoriano.
La moda y comportamiento  neovictorianos han gozado de gran aceptación,  al igual que la moda lolita aristócrata y Madam muy populares en Japón, y son cada vez más populares en Europa.

## Conservadores sociales
La estética neovictoriana también es popular en Estados Unidos y Reino Unido entre los conservadores culturales y los conservadores sociales. Libros como la The Benevolence of Manners: Recapturing the Lost Art of Gracious Victorian claman por el retorno de la moral victoriana El término neovictoriano también se usa en forma despectiva para referirse a los  conservadores sociales.
Cabe señalar, sin embargo, que las actitudes sociales, culturales y normas que muchos asocian con la era victoriana en realidad no lo son. De hecho, muchas de las cosas que parecen comunes en la vida moderna son de la época victoriana, como el patrocinio, el periodismo sensacionalista y la mercadotecnia.

## En la cultura popular y la literatura
El neovictorianismo también puede verse en el género de ficción especulativa steampunk. El neovictorianismo es también popular entre que los tienen interés en la recreación histórica. Algunos detalles neovictorianos pueden apreciarse en La era del diamante de Neal Stephenson,  en el que los neovictorianos son uno de los principales  protagonistas. Carnaval Diablo es un espectáculo de circo neovictoriano que ha estado de gira en Norteamérica  por 20 años.